# Jurij Jelissjejew
Jurij Kostjantynowytsch Jelissjejew (ukrainisch Юрій Костянтинович Єлісєєв, russisch Юрий Константинович Елисеев Juri Konstantinowitsch Jelissejew; * 26. September 1949 in Swerdlowsk, Ukrainische SSR, Sowjetunion, heute Ukraine) ist ein ehemaliger sowjetisch-ukrainischer Fußballspieler und -trainer.

## Spielerkarriere

### Vereinskarriere
Jurij Jelissjejew wurde in der Oblast Luhansk geboren, wo er das Fußballspielen bei Schachtar Swerdlowsk lernte. 1968 wurde er 18-jährig in die Herrenmannschaft aufgenommen. Diese spielte zu dieser Zeit in der drittklassigen sowjetischen Wtoraja Liga in der Zone 2 der Ukrainischen SSR, wo sie zum Saisonende mit Platz 13 von 21 Mannschaften eine Platzierung im Tabellenmittelfeld erreichte. Jelissjejew bestritt dabei 35 von 40 Spielen. In der Saison 1969 erreichte seine Mannschaft den dritten Tabellenplatz und qualifizierte sich so für die ukrainische Aufstiegsrelegation, wo sie jedoch nur ein Unentschieden aus fünf Spielen holen konnte und so als Tabellenletzter durch eine Ligareform, bei der aus den 14 Drittligastaffeln drei gemacht wurden, sogar in die Viertklassigkeit abstieg.
Anschließend verließ Jelissjejew seinen Heimatverein und schloss sich Sorja Woroschylowhrad an, die in der erstklassigen Wysschaja Liga spielten. Die Mannschaft erreichte zum Saisonende Platz fünf, allerdings wurde Jelissjejew noch mehrheitlich in der zweiten Mannschaft eingesetzt. 1971 erreichte die Mannschaft Platz vier. Im folgenden Jahr schaffte es die Mannschaft die sowjetische Fußballmeisterschaft zu gewinnen, was sie zur Teilnahme am Europapokal der Landesmeister 1973/74 qualifizierte. Dort bestritt Jelissjejew alle vier Spiele, bei denen man zuerst APOEL Nikosia mit 2:0 und 1:0 besiegte und anschließend nach 0:0 und 0:1 gegen Spartak Trnava ausschied. In der Liga wurde dieses Jahr Platz sieben erreicht. 1974 entging Sorja denkbar knapp dem Abstieg in die Perwaja Liga, da man lediglich ein um ein Tor besseres Torverhältnis als Absteiger Qairat Almaty hatte. 1975 bedeutete Platz neun das sichere Mittelfeld der Tabelle. 1976 wurden beide Saisonhälften einzeln gespielt, sodass es zwei Meisterschaften gab. In der Frühlingssaison wurde Sorja Tabellenletzter, aber da es keinen Absteiger gab, konnte die Mannschaft auch im Herbst noch in der ersten Liga spielen, wo sie Platz zwölf erreichte. 1977 erreichte Jelissjejew mit seiner Mannschaft Platz neun.
Nachdem er ab 1976 kaum noch zum Einsatz gekommen war, wechselte er zur Saison 1978 in die RSFSR zum Zweitligisten Krylja Sowetow Kuibyschew aus dem heutigen Samara. Die Mannschaft wurde Meister und stieg somit in die Wysschaja Liga auf. Dort waren die Absteiger der Saison 1979 Sorja und Krylja Sowetow.
In der Folge verließ Jelissjejew die Sowjetunion und wechselte in die DDR zur in der zweitklassigen DDR-Liga spielenden BSG Motor Babelsberg. Die Mannschaft stieg in die Bezirksliga ab und Jelissjejew wechselte weiter zur BSG Motor Hennigsdorf. 1982 stieg auch diese ab und er wechselte zur unterklassigen BSG Stahl Merseburg, wo er 1984 seine Karriere im Alter von 34 Jahren beendete. Die Mannschaft hatte 1983 Platz drei und 1984 Platz sieben der drittklassigen Bezirksliga Halle erreicht.

### Nationalmannschaftskarriere
1972 wurde German Sonin Trainer der sowjetischen Nationalmannschaft. Unter ihm war Jelissjejew im selben Jahr auch Meister mit Sorja geworden. Sonin berief ihn in die Nationalmannschaft, wo er am 29. Juni bei einem 1:0-Sieg gegen Uruguay debütierte. Weitere Spiele machte er am 2. Juli bei einem 0:1 gegen Argentinien und am 6. Juli bei einem 0:1 gegen Portugal. Am 6. August war nicht mehr Sonin im Amt, sondern Alexander Ponomarjow. Er berief Jelissjejew zu einem Spiel gegen Schweden. Dieses endete 4:4, wobei Jelissjejew das zwischenzeitliche 1:1 erzielte. Im selben Monat begannen die Olympischen Sommerspiele, wo Jelissjejew in den ersten beiden Vorrundenspielen gegen Birma und den Sudan zum Einsatz kam. Anschließend erreichte die Sowjetunion die Zwischenrunde, wo er gegen Marokko eingewechselt wurde und zwei Minuten später das 3:0 erzielte. Im Spiel um Platz drei, das Unentschieden gegen die DDR endete, kam er nicht mehr zum Einsatz. Das Spiel gegen Marokko blieb sein letzter Nationalmannschaftseinsatz.

## Trainerkarriere
Jurij Jelissjejew war nach seiner Spielerkarriere sowohl 1996, als auch von 1999 bis 2000 jeweils kurz Cotrainer bei seinem ehemaligen Verein Sorja Luhansk, der in dieser Zeit mehrfach seinen Namen wechselte: Von Woroschylowhrad zu Luhansk, dann zu Sorja-MALS und wieder zurück zu Sorja Luhansk. Die Mannschaft spielte 1996 in der Wyschtscha Liha, stieg aber ab und rutschte 1998 gar in die ukrainische Drittklassigkeit. Im April 2000 übernahm er die Mannschaft als Cheftrainer, konnte sie aber nicht wieder in Richtung Aufstieg bringen und wurde im Dezember ersetzt. In der folgenden Saison war er während der zweiten Saisonhälfte wieder Cheftrainer, doch der Aufstieg gelang erneut nicht. Ein Jahr später wurde er für eine Saison Trainer bei der Amateurmannschaft Ahata Luhansk. Erst 2012 erhielt er seinen nächsten Trainerjob, als er Cheftrainer beim unterklassigen SK Sorja Luhansk wurde, der lediglich namensgleich mit seiner berühmteren Entsprechung ist. Seit 2013 erfüllt er dort das Cotraineramt.

## Erfolge
- 1972: Sowjetischer Meister mit Sorja Woroschylowhrad
- 1972: Bronzemedaille bei den Olympischen Sommerspielen 1972
- 1978: Sowjetischer Zweitligameister mit Krylja Sowetow Kuibyschew